# Masseilles
Masseilles ist eine französische Gemeinde mit 137 Einwohnern (Stand 1. Januar 2022) im Département Gironde in der Region Nouvelle-Aquitaine. Sie gehört zum Kanton Le Sud-Gironde und zum Arrondissement Langon. 
Sie grenzt an Cauvignac, Grignols, Sillas und Marions.

## Bevölkerungsentwicklung
| Jahr      | 1962 | 1968 | 1975 | 1982 | 1990 | 1999 | 2008 | 2015 |
| --------- | ---- | ---- | ---- | ---- | ---- | ---- | ---- | ---- |
| Einwohner | 199  | 171  | 150  | 152  | 138  | 119  | 122  | 151  |

## Sehenswürdigkeiten
- Abbaye de Fontguilhem, seit 1993 als Monument historique ausgewiesen
- romanische Kirche Saint-Martin, seit 1925 Monument historique

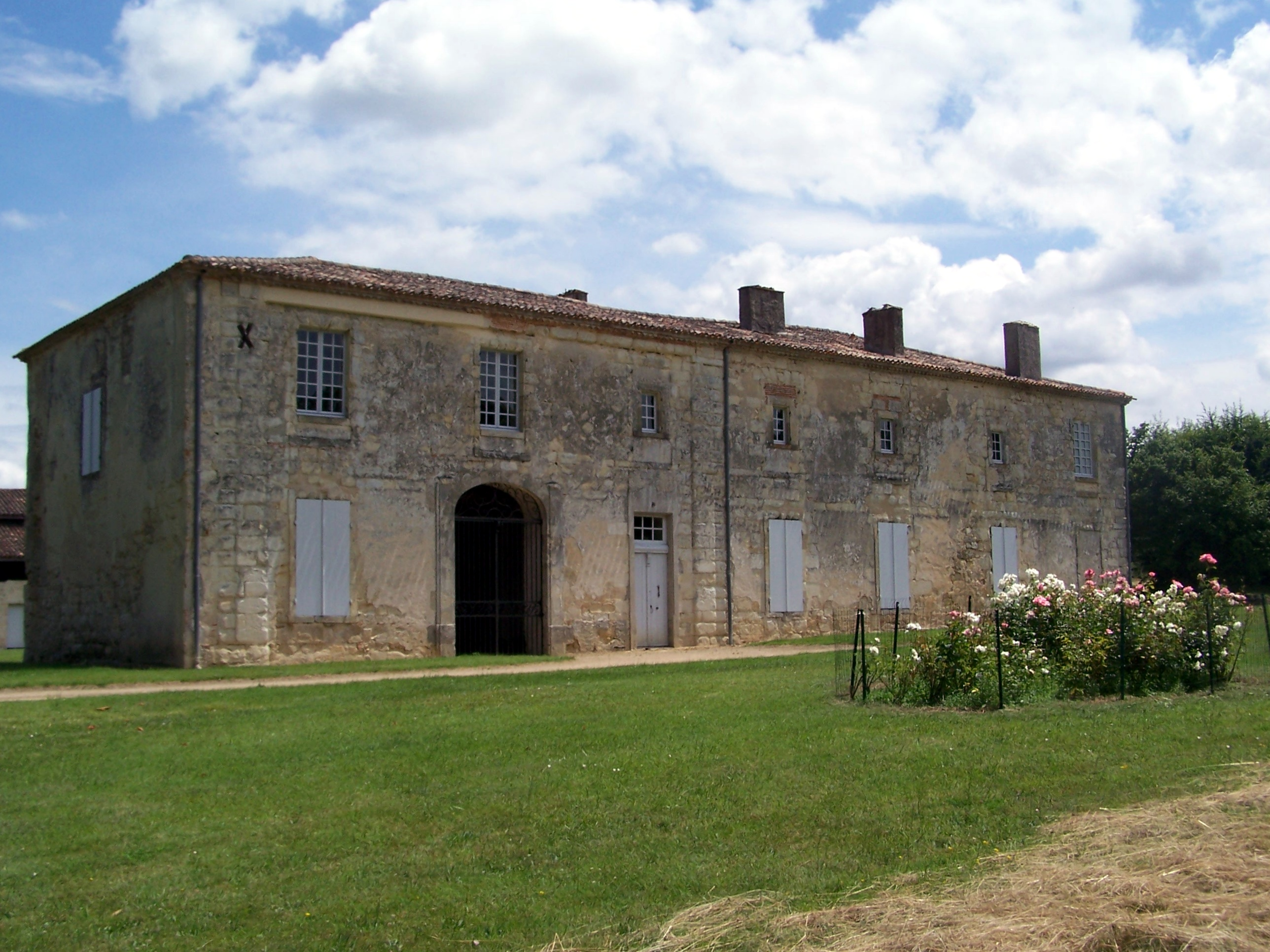
Abbaye de Fontguilhem
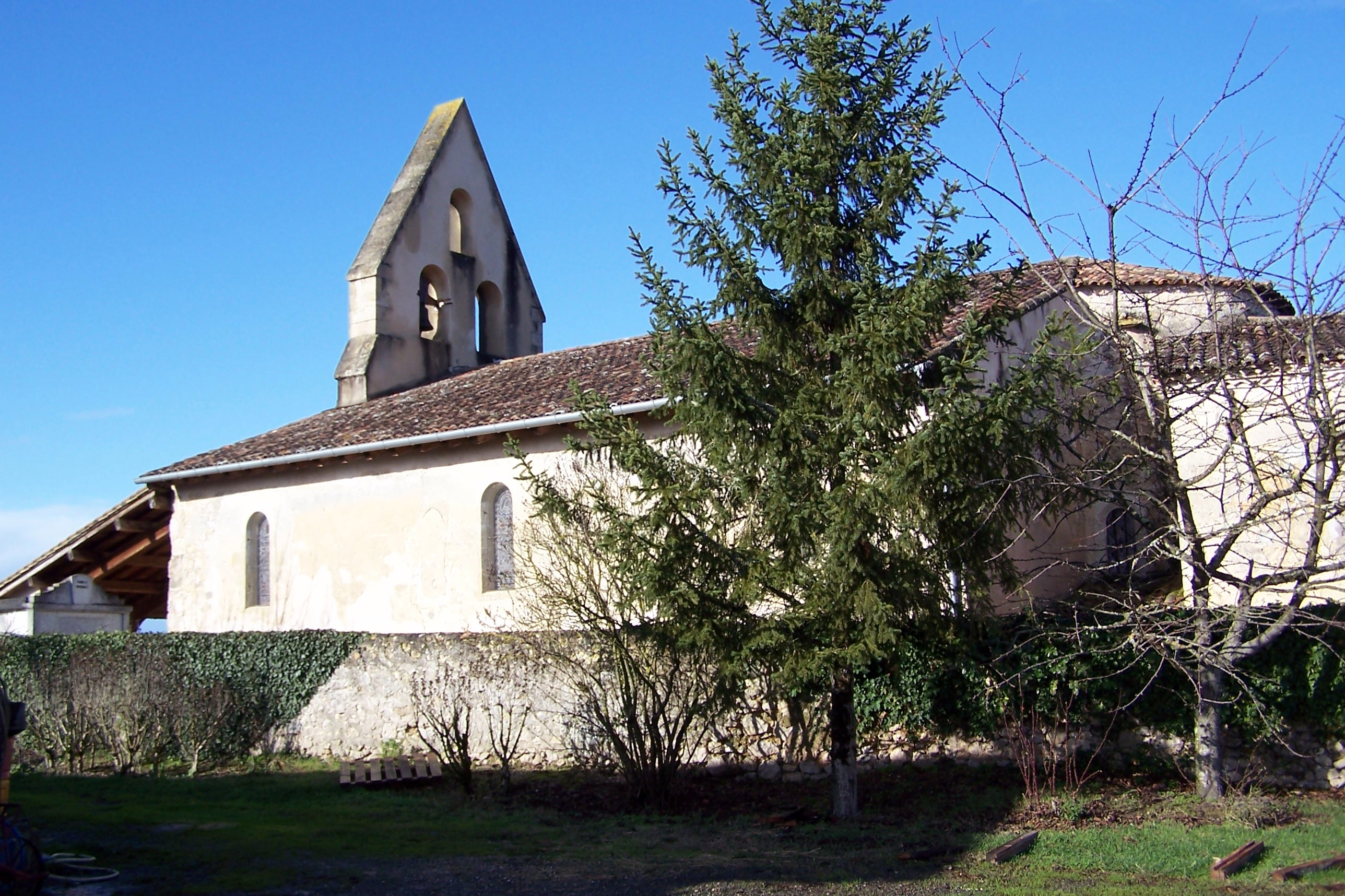
Kirche Saint-Martin
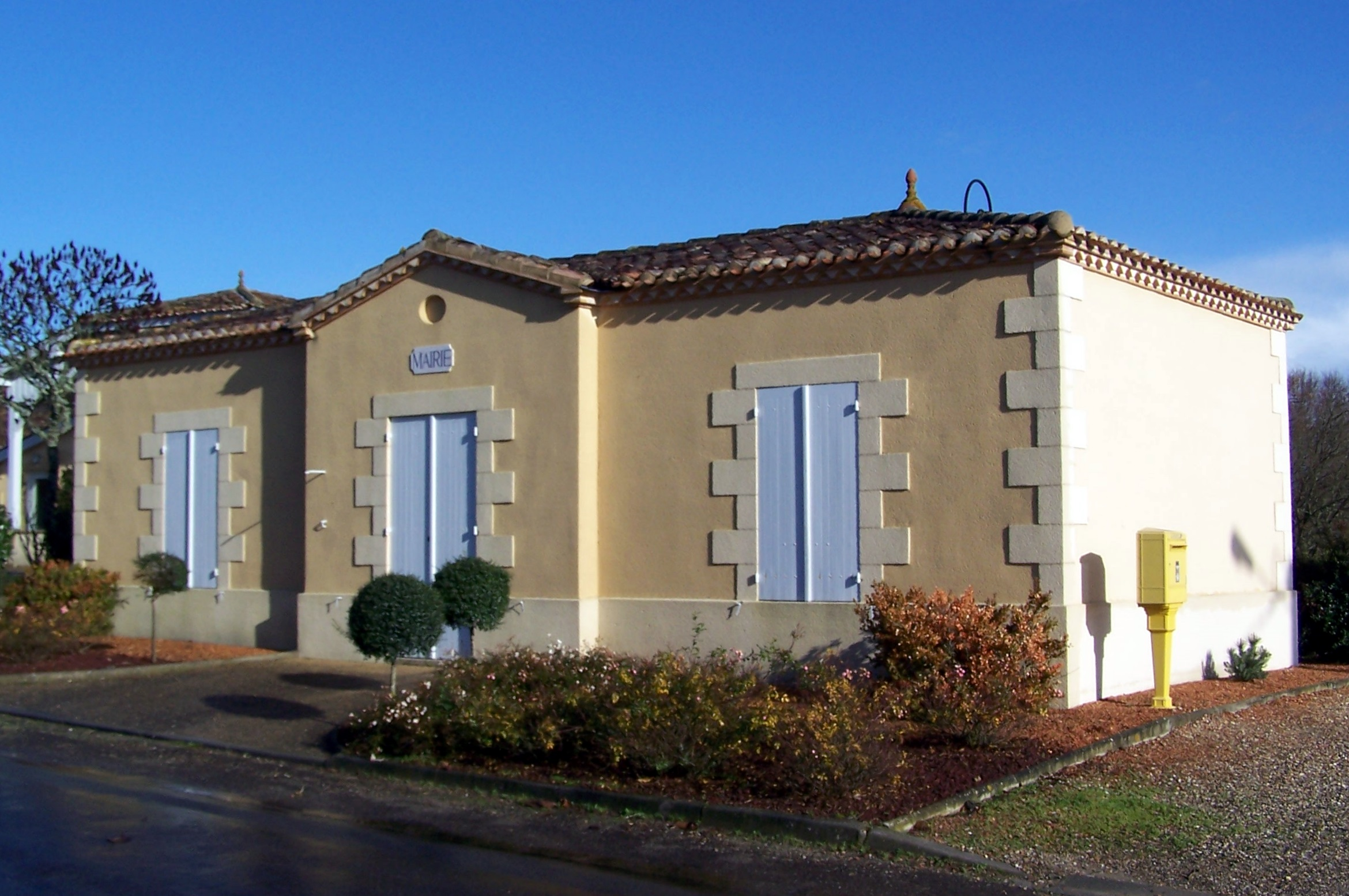
Mairie Masseilles